# Lady (You Bring Me Up)
Lady (You Bring Me Up) is een nummer van de Amerikaanse soulgroep Commodores uit 1981. Het is de eerste single van hun negende studioalbum In the Pocket.
"Lady (You Bring Me Up)" gaat over een man wiens vrouw hem door moeilijke tijden heen helpt. Het nummer werd in een aantal landen een hit en kende het meeste succes in Amerika, waar het de 8e positie bereikte. In het Nederlandse taalgebied kende de plaat iets bescheidener succes; met een 20e positie in de Nederlandse Top 40, en de 17e in de Vlaamse Radio 2 Top 30.

## Tracklijst
7" single
1. "Lady (You Bring Me Up)"  – 4:46
2. "Gettin' It"  – 4:18